# 폴리보테스

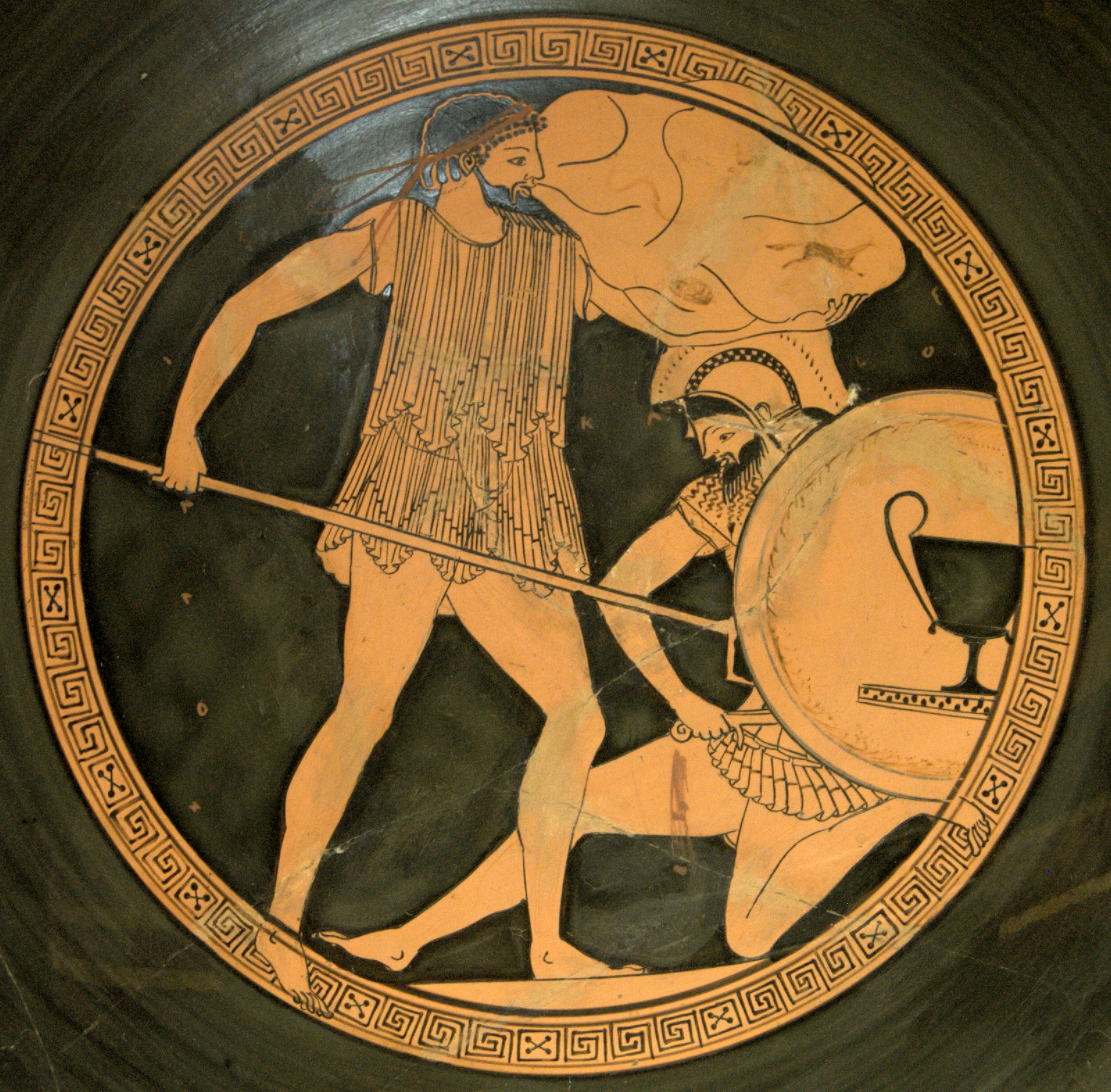
포세이돈(왼쪽)이 삼지창을 들고 어깨에 니시로스 섬을 짊어진 채, 거인족(아마도 폴리보테스)과 싸우는 모습, 기원전 500-450년경의 적회식 잔(메다이유 박물관 573).

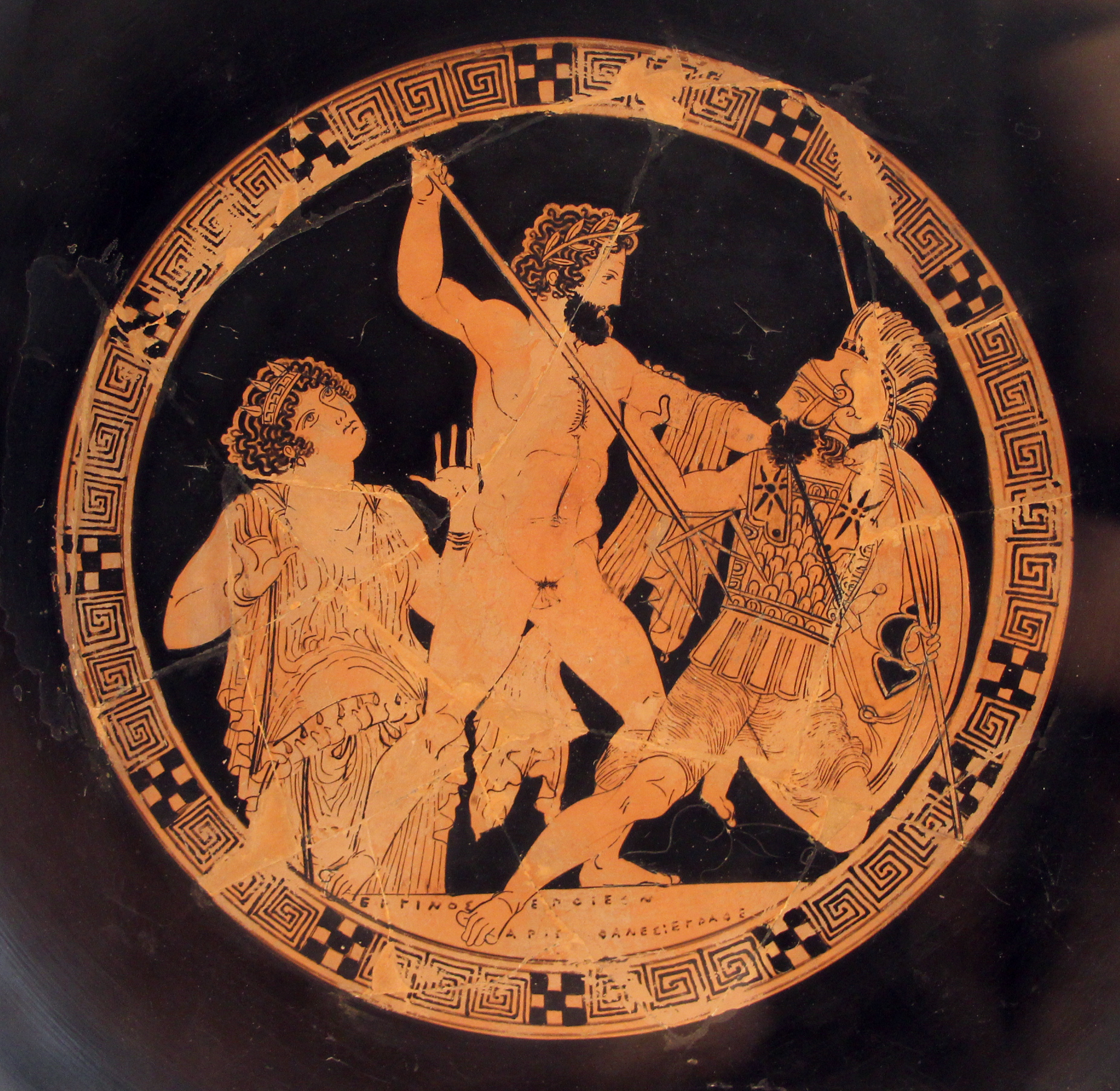
포세이돈이 가이아가 있는 자리에서 폴리보테스를 공격하는 모습, 기원전 5세기 말의 적화식 컵(베를린 고대미술품박물관 F2531)

폴리보테스(고대 그리스어: Πολυβώτης)는 그리스 신화에 등장하는 기간테스 중 하나로, 가이아(대지)와 우라노스(하늘)의 자손이다. 기간토마키아, 즉 거인족과 신들 간의 전쟁 중에 포세이돈과 싸웠다.

## 신화
폴리보테스는 가이아의 자손인 기간테스(거인족) 중 하나로, 우라노스가 그의 아들 크로노스에 의해 거세당할 때 흘린 피에서 태어났다. 신화 기록자 아폴로도로스에 따르면, 올림포스 신들과 거인족 간의 우주적 전투인 기간토마키아 중에 폴리보테스는 포세이돈이 코스섬에서 떼어내 던진 니시로스라는 조각에 깔려 죽었다.
폴리보테스는 포세이돈에게 쫓겨 바다를 통해 코스에 이르렀다. 그리고 포세이돈은 니시룸이라 불리는 그 섬의 일부를 떼어내어 그에게 던졌다.
기원전 1세기의 지리학자 스트라본도 니시로스(또는 코스 자체) 아래 묻힌 폴리보테스의 이야기를 기록하고 있다.
그들은 니시로스가 코스의 조각이라고 말하며, 포세이돈이 거인족 중 하나인 폴리보테스를 추격할 때 삼지창으로 코스의 한 조각을 떼어내 그에게 던졌고, 그 투사체가 니시로스섬이 되었으며 거인은 그 아래에 누워있다고 하는 신화를 덧붙인다. 그러나 일부는 그가 코스 아래 누워있다고 말한다.
기원전 7세기 시인 알크만의 시 조각에 언급된 맷돌은 니시로스섬에 대한 초기 언급일 수 있다.

기원전 2세기의 지리학자 파우사니아스는 아테네에서 폴리보테스와 싸우는 포세이돈의 조각상을 본 것을 언급한다.
신전에서 멀지 않은 곳에 말을 탄 포세이돈이 있는데, 거인 폴리보테스에게 창을 던지고 있다. 이는 코스 사람들 사이에 켈로네곶에 관한 이야기와 관련이 있다.

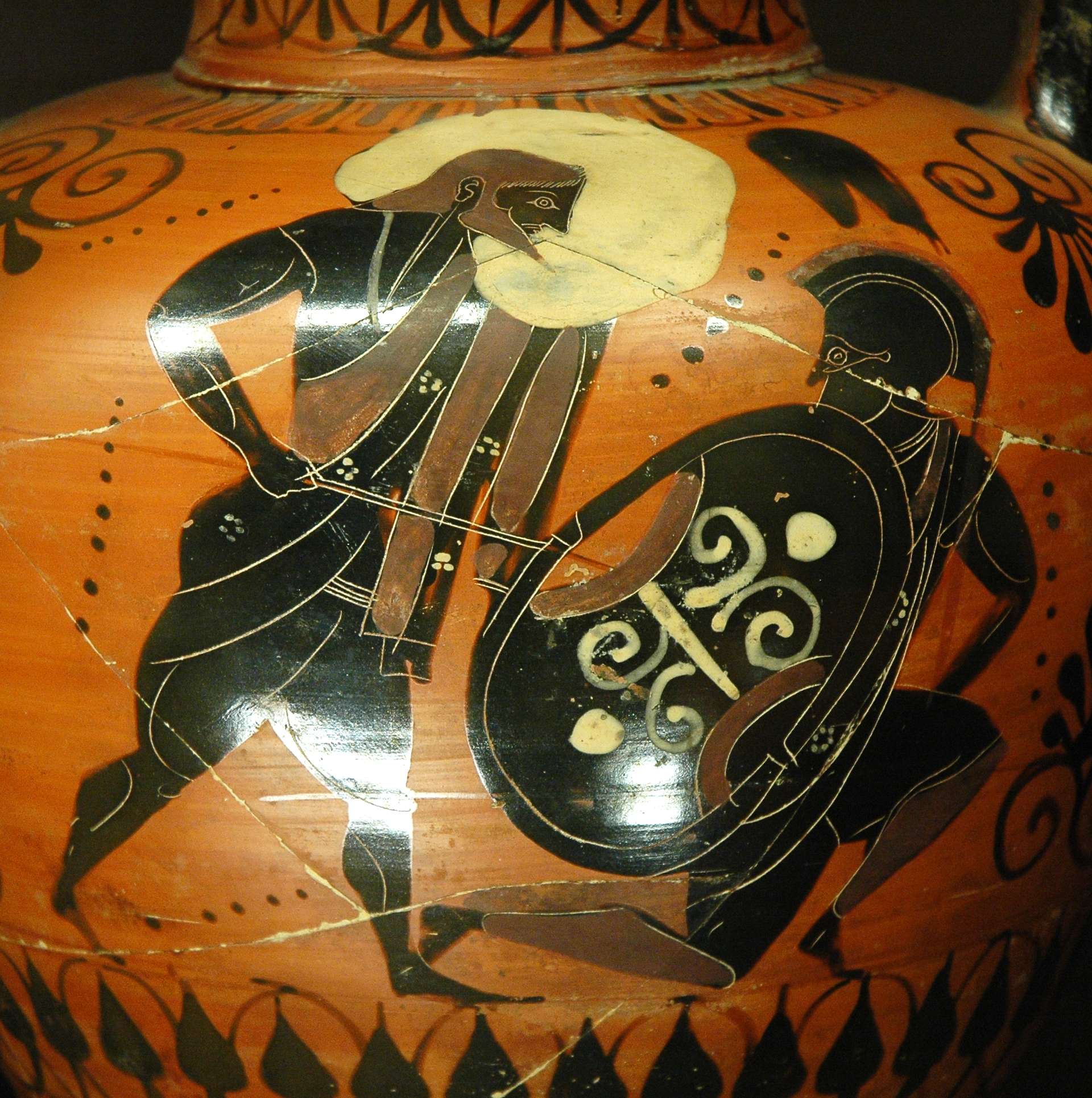
포세이돈 대 거인족(아마도 폴리보테스), 기원전 550-500년경의 흑회식 목 암포라(루브르 F226).

이야기의 또 다른 버전에서는, 제우스에게 공격을 받은 후 폴리보테스가 헤엄쳐 도망갔고, 포세이돈이 그에게 삼지창을 던졌으나 빗나가서 그 삼지창이 니시로스 또는 포르피리스섬이 되었다.
폴리보테스는 기원전 6세기의 두 흑회식 토기에 이름이 기록되어 있다. 하나는 단편적인 디노스(게티 81.AE.211)로, 그는 비문으로 확인된 제우스와 대적하고 있다. 다른 하나는 암포라(루브르 E732)로, 그는 왼쪽 어깨에 니시로스 섬을 지고 이를 거인에게 던질 준비를 하고 있는 포세이돈과 대적하고 있다. 암포라에 묘사된 장면: 오른손에 삼지창을 들고 왼쪽 어깨에 섬을 지고 있으며, 왼쪽에서 오른쪽으로 움직이면서 거인족과 싸우는 포세이돈(대부분 이름이 없지만 일반적으로 폴리보테스로 추정되며, 기원전 5세기의 한 예시에서는 거인을 에피알테스로 명명함)은 기원전 6세기와 5세기 그리스 도기화에서 자주 등장하는 장면이다.
폴리보테스는 또한 기원전 6세기 말에서 5세기 초의 적회식 컵(아크로폴리스 2.211)에도 이름이 기록되어 있을 가능성이 있다. 기원전 5세기 말의 적회식 컵(베를린 F2531)은 내부에 (니시로스 없이) 삼지창으로 폴리보테스를 공격하는 포세이돈의 모습을 보여주며, 왼쪽에는 땅에서 솟아오르는 가이아가 함께 있다.

## 참고문헌
- Apollodorus, Apollodorus, The Library, with an English Translation by Sir James George Frazer, F.B.A., F.R.S. in 2 Volumes. Cambridge, MA, Harvard University Press; London, William Heinemann Ltd. 1921. Online version at the Perseus Digital Library.
- Arafat, K. W., Classical Zeus: A Study in Art and Literature, Clarendon Press, Oxford 1990. ISBN 0-19-814912-3.
- Carvounis, Aikaterini, "Final Scenes in Quintus of Smyrna, Posthomerica 14" in Quintus Smyrnaeus: Transforming Homer in Second Sophistic Epic, Manuel Baumbach, Silvio Bär editors, Walter de Gruyter, 2007. ISBN 9783110942507.
- Cook, Arthur Bernard, Zeus: A Study in Ancient Religion, Volume III: Zeus God of the Dark Sky (Earthquakes, Clouds, Wind, Dew, Rain, Meteorites), Part I: Text and Notes, Cambridge University Press 1940. Online version at openlibrary.org
- Frazer, J. G., Pausanias's Description of Greece. Translated with a Commentary by J. G. Frazer. Vol II. Commentary on Book I, Macmillan, 1898. Google Books.
- Ferrari, Gloria, Alcman and the Cosmos of Sparta, University of Chicago Press, 2008. ISBN 9780226668673.
- Gantz, Timothy, Early Greek Myth: A Guide to Literary and Artistic Sources, Johns Hopkins University Press, 1996, Two volumes: ISBN 978-0-8018-5360-9 (Vol. 1), ISBN 978-0-8018-5362-3 (Vol. 2).
- Hanfmann, George, M. A., “Studies in Etruscan Bronze Reliefs: The Gigantomachy”, The Art Bulletin 19:463-85. 1937.
- Hesiod, Theogony, in The Homeric Hymns and Homerica with an English Translation by Hugh G. Evelyn-White, Cambridge, MA.,Harvard University Press; London, William Heinemann Ltd. 1914. Online version at the Perseus Digital Library.
- Hyginus, Gaius Julius, The Myths of Hyginus. Edited and translated by Mary A. Grant, Lawrence: University of Kansas Press, 1960.
- Moore, Mary B., "Giants at the Getty" in Greek Vases in the J. Paul Getty Museum Volume 2, Getty Publications, 1985
- Pausanias, Pausanias Description of Greece with an English Translation by W.H.S. Jones, Litt.D., and H.A. Ormerod, M.A., in 4 Volumes. Cambridge, MA, Harvard University Press; London, William Heinemann Ltd. 1918. Online version at the Perseus Digital Library.
- Strabo, Geography, translated by Horace Leonard Jones; Cambridge, Massachusetts: Harvard University Press; London: William Heinemann, Ltd. (1924). LacusCurtis, Books 6–14, at the Perseus Digital Library
- Vian, Francis, Moore, Mary B. (1988), "Gigantes" in Lexicon Iconographicum Mythologiae Classicae (LIMC) IV.1. Artemis Verlag, Zürich and Munich. ISBN 3760887511.